# Marpesia elegans
Marpesia elegans är en fjärilsart som beskrevs av Jean Baptiste Boisduval 1833. Marpesia elegans ingår i släktet Marpesia och familjen praktfjärilar. Inga underarter finns listade i Catalogue of Life.